# Кесслер, Гарри
Гарри Клеменс Ульрих Ке́сслер (нем. Harry Clemens Ulrich Kessler) (23 мая 1868 — 30 ноября 1937) — англо-немецкий граф, дипломат, писатель и покровитель современного искусства.

## Семья
Родителями Гарри Кесслера были банкир из Гамбурга Адольф Вильгельм Кесслер (24 ноября 1838 — 22 января 1895) и Алиса Гарриет Блоссе-Линч (17 июля 1844 — 19 сентября 1919), англо-ирландского происхождения. Родители Кесслера поженились в Париже 10 августа 1867, где и родился Гарри. В 1877 родилась младшая сестра Вильгельмина в честь кайзера Вильгельма I, который стал крёстным отцом ребёнка. После вступления в брак, её имя станет Вильма де Брион.

## Биография
В 1920-е годы, Кесслер пытался влиять как журналист на политических дебатах Веймарской республики. Он написал эссе по различным вопросам социальной и внешней политики, таких, как социализм, или Лига Наций. Он принадлежал к немецкой демократической партии (DDP) и написал биографию своего убитого в 1922 друга Вальтера Ратенау. В 1924 он был кандидатом DDP на выборах в рейхстаг. Когда эта попытка провалилась, он отошёл от политики. В двадцатые годы, После захвата нацистами власти в 1933 вышел в отставку эмигрировал в Париж, а затем в Майорку и, наконец, в южные французские провинции. Умер в 1937 в Лионе.

## Дневники
Дневники Кесслера 1920-х—1930-х годов были изданы на английском языке в 1971 году. Предполагалось, что его ранние дневники были потеряны, однако они были найдены в 1983 году в сейфе на Майорке. Дневники 1880—1937 годов были изданы в Штутгарте в девяти томах немецким издательством Klett-Cotta в 2004 году. В 2011 году дневники довоенного и военного времени (1880—1918 годов) были переведены на английский язык и изданы в США. В 2017 году фрагменты дневников 1911—1914 годов были изданы в России.